# Jeho Veličenstvo král
Jeho Veličenstvo král, katalánsky Sa Majestat el rei, je skulptura Joana Miróa vytvořená v roce 1974. Jde o exponát stálé sbírky Fundació Joan Miró. Spolu se skulpturami Její Veličenstvo královna a Jeho Výsost princ tvoří kolekci. Materiál, obyčejné nalezené věci, z kterého je Miró vyrobil, kontrastuje s jejich pojmenováním.